# Kilmington (Wiltshire)
Kilmington – wieś w Anglii, w hrabstwie Wiltshire. Leży 39 km na zachód od miasta Salisbury i 160 km na zachód od Londynu. Miejscowość liczy 292 mieszkańców.